# أليغو سانتوس
أليغو سانتوس هو سياسي فلبيني، ولد في 17 يوليو 1911 في Bustos, Bulacan ‏ في الفلبين، وتوفي في 18 فبراير 1984 في مدينة كيزون في الفلبين. نشط حزبياً في Nacionalista Party ‏. وقد انتخب عضو مجلس النواب في الفلبين ‏.